# Professor Longhair
Pour les articles homonymes, voir Byrd.
Henry Roeland Byrd dit Professor Longhair (Bogalusa (Louisiane) 19 décembre 1918 - 30 janvier 1980) est un musicien légendaire de blues de La Nouvelle-Orléans. Il a un style de piano unique, que l'on décrit comme une combinaison de rumba, mambo et calypso ainsi qu'une voix d'outre-tombe.

## Biographie

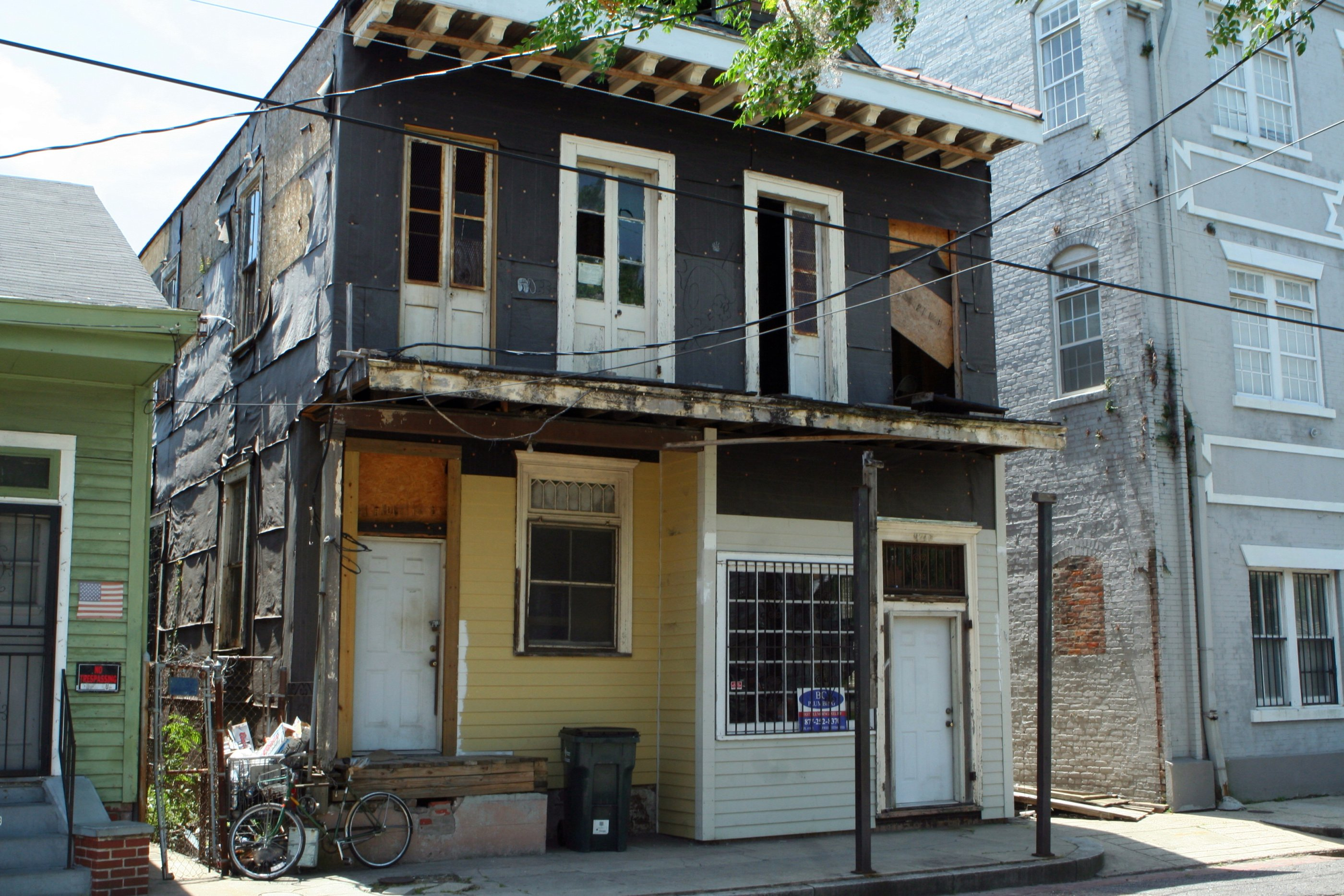
maison du Professor Longhair, 1738-40 Terpsichore Street, à La Nouvelle-Orléans, en 2010

Il commence sa carrière dans les années 1930 comme danseur. « Le premier instrument avec lequel j'ai joué a été la semelle de mes chaussures, marquant le rythme et jouant des claquettes. On l'utilisait pour danser tout au long de Bourbon Street ».
Il apprend la guitare et le piano et commence à se mettre sérieusement à la musique quand il s'aperçoit qu'il peut jouer pour ses camarades du Civilian Conservation Corps plutôt que travailler. (Le CCC était un service de travaux publics employant les chômeurs créé par Franklin Delano Roosevelt en 1932). Il a aussi été boxeur, cuisinier et joueur de cartes professionnel.
À la fin des années 1940 il s'assoit au piano du Caldonia Club pendant une pause du groupe de Dave Bartholomew. C'est immédiatement un succès et Bartholomew (qui fut plus tard chef d'orchestre et collaborateur de Fats Domino) est viré. Tous les membres du groupe avaient des cheveux longs et le groupe fut baptisé Professor Longhair and the Four Hairs (professeur cheveux longs et ses quatre chevelus).
Il commence à enregistrer l'année suivante. Son morceau emblématique Mardi Gras in New Orleans est enregistré en 1949 sous le nom de Professor Longhair and the Shuffling Hungarians. « Il y avait un hindou dans le groupe, mais pas de hongrois », expliqua-t-il plus tard.
Son seul grand succès de rhythm and blues a été Bald Head en 1950. Au début des années 1950, il obtient quelques petits succès avec entre autres Tipitina et Ball the Wall.
Il joue sous plusieurs noms comme Roy Byrd and his Blues Jumpers, Roy "Bald Head" Byrd, Roland Byrd, Professor Longhair and his Blues Scholars, et Professor Longhair and the Clippers. Ces identités multiples sont dues à des problèmes de contrats avec différentes maisons de disques.
Sa carrière se ralentit dans les années 1960, son plus gros succès est Big Chief. Il se remet aux cartes, et fait même le portier chez un disquaire. Il est redécouvert et enregistre à nouveau pour Rounder Records. Il fait un retour en 1971 au New Orleans Jazz & Heritage Festival et commence à enregistrer quelques albums bien accueillis par les critiques dans les années 1970. Dr. John (Mac Rebbenack) l'a beaucoup aidé. Il apparait dans le film documentaire Piano Players Rarely, If Ever, Play Together avec Allen Toussaint et Tuts Washington, trois générations de pianistes Nouvelle-Orléans.
Il se produit le 28 juin 1973 à Paris, salle Pleyel accompagné par le groupe des Meters. Il est la vedette du Festival de Jazz de Montreux en 1973 et 1975. Paul McCartney l'invite pour jouer en séance privée sur le Queen Mary.
Il meurt d'un infarctus du myocarde en 1980. La boîte de nuit Tipitina's à La Nouvelle-Orléans a été baptisée de l'un de ses succès. Son dernier enregistrement, un des rares en public, a été fait par Albert Goldman (en) au Tipitina's en 1978.

## Discographie

### Albums
- Rock 'N' Roll Gumbo (1974)
- Live on the Queen Mary (1978)
- Crawfish Fiesta (en) (1980)
- The London Concert avec Alfred "Uganda" Roberts (en) (1981) aka The (Complete) London Concert
- The Last Mardi Gras (1982)
- Mardi Gras In New Orleans - Live 1975 Recording (1982) aka Live In Germany
- House Party New Orleans Style: The Lost Sessions 1971-1972 (1987)
- Ball the Wall! Live at Tipitina's 1978 (2004)

### Compilations
| 1.  | In the Night              | Roy Byrd | 2:33 |
| 2.  | Tipitina                  | Roy Byrd | 2:39 |
| 3.  | Tipitina                  | Roy Byrd | 2:24 |
| 4.  | Ball the Wall             | Roy Byrd | 3:20 |
| 5.  | Who's Been Fooling You    | Roy Byrd | 2:12 |
| 6.  | Hey Now Baby              | Roy Byrd | 2:57 |
| 7.  | Mardi Gras in New Orleans | Roy Byrd | 2:55 |
| 8.  | She Walks Right In        | Roy Byrd | 3:09 |
| 9.  | Hey Little Girl           | Roy Byrd | 3:03 |
| 10. | Willie Mae                | Roy Byrd | 2:49 |
| 11. | Walk Your Blues Away      | Roy Byrd | 2:57 |
| 12. | Professor Longhair Blues  | Roy Byrd | 2:29 |
| 13. | Boogie Woogie             | Roy Byrd | 2:41 |
| 14. | Longhair's Blues-Rhumba   | Roy Byrd | 3:14 |
| 15. | Mardi Gras in New Orleans | Roy Byrd | 2:53 |
| 16. | She Walks Right In        | Roy Byrd | 2:48 |

- Mardi Gras In New Orleans 1949-1957 (1981)
- Mardi Gras in Baton Rouge (1991)
- Fess: The Professor Longhair Anthology (1993)
- Fess' Gumbo (1996)
- Collector's Choice (1996) Half an album of hits
- The Chronological Professor Longhair 1949 (2001)
- Tipitina - The Complete 1949-1957 New Orleans Recordings (2008)
- The Primo Collection (2009)